# 高橋百代
高橋百代（たかはし ももよ、1923年-1998年）は、大分県臼杵市出身の小説家。大分県立臼杵高等女学校卒業。本名に同じ。
文芸雑誌『海燕』1983年6月号に「盲女の手すさび」が掲載され、地方文学の担い手として注目される。
主たる活動の場をあえて地元同人誌におき、「みずき」、「臼杵文学」、「環状集落」、「東九州文学」、「詩と眞実」、「日田文学」などの文芸同人誌に作品を発表。（このうち「臼杵文学」は自身が創刊。）
1998年4月12日、大分市明野の山中にて不慮の死を遂げる。75歳没。

## 著書
- 『袖振りあえば』みずき書房、1988年。
- 『水底との対話』近代文芸社、1993年。
- 『流謫の人』みずき書房、1997年。